# Маклюбе

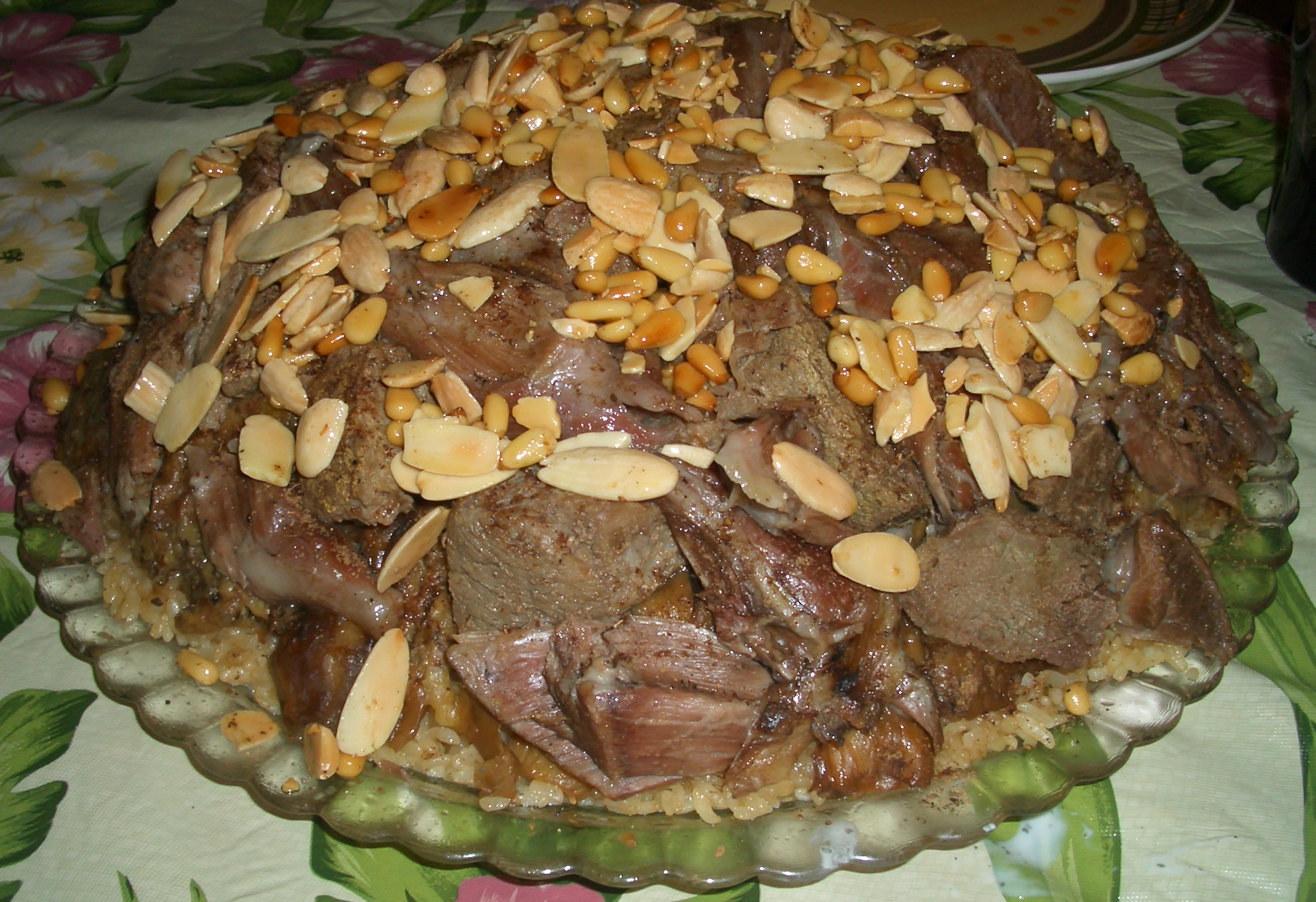
‏Маклюбе

‏Маклюбе (тур. Haled) — традиційна страва Леванту ,  популярна в Бахрейні, Іраці, Йорданії, Кувейті, Палестині, Сирії, Туреччині та Ізраїлі. У страву додають м'ясо, рис, смажені овочі та поміщають в каструлю, яка перевертається перед тим, як викласти цю страву на стіл, звідси і назва маклюба, яке буквально перекладається як «вгору-вниз».
До складу страви можуть входити безліч різних овочів, такі як помідори, картопля, капуста, баклажани, в якості м'яса в основному виступає курка або баранина. Коли страву перевертають, верх стає яскраво-червоним завдяки томатам, які утворюють верхній шар, який потім покривається золотими баклажанами.
Маклюба зазвичай подається на стіл разом з йогуртом або з найпростішим арабським салатом з нарізаних томатів, огірків, петрушки і лимонного соку, часто змішують з соусом тахіні.